# Ardilla
Ardilla fou una marca catalana de motocicletes, fabricades per l'empresa Industrias del Plata, S.A. a Barcelona entre 1950 i 1952. L'empresa fabricà un únic model: l'Ardilla, motocicleta 100% catalana i amb patents pròpies. El seu disseny era bonic i tingué gran acceptació al començament, però amb el temps i la manca d'actualització va desaparèixer.

## Història
A causa dels interessos econòmics del règim franquista, un dels principals mercats de l'empresa fou l'Argentina (d'aquí el nom de la societat, relatiu al Riu de la Plata), fins al punt que la major part de la seva producció va anar a parar a aquell país. Va resultar que, en aquells anys d'autarquia i fam, el règim necessitava grans quantitats de blat i de carn i va optar per importar-les de l'Argentina, pagant bona part de les importacions en espècie (bàsicament, amb productes manufacturats que no abundaven a l'Argentina). En moltes ocasions, el pagament es feia amb partides senceres de motocicletes Ardilla.
Fruit de tot això, un dels principals motius de la ràpida desaparició de l'empresa fou el canvi d'orientació de la política econòmica franquista, ja que un cop superada la fam no van caldre més transaccions amb l'Argentina, amb la qual cosa Ardilla va perdre de cop el seu principal client.
Com a curiositat, una unitat d'Ardilla fou la base del prototipus inicial de la futura Mymsa. Cap al 1952, mentre els germans Aragall -fundadors d'aquella altra marca- esperaven el permisos burocràtics d'obertura de la seva futura empresa, varen construir un primer motor i, a manca de material propi, el varen muntar en una Ardilla 125 que varen anar a cercar a la fàbrica d'Ardilla, molt propera al seu taller del barri de Sant Andreu.

## Característiques

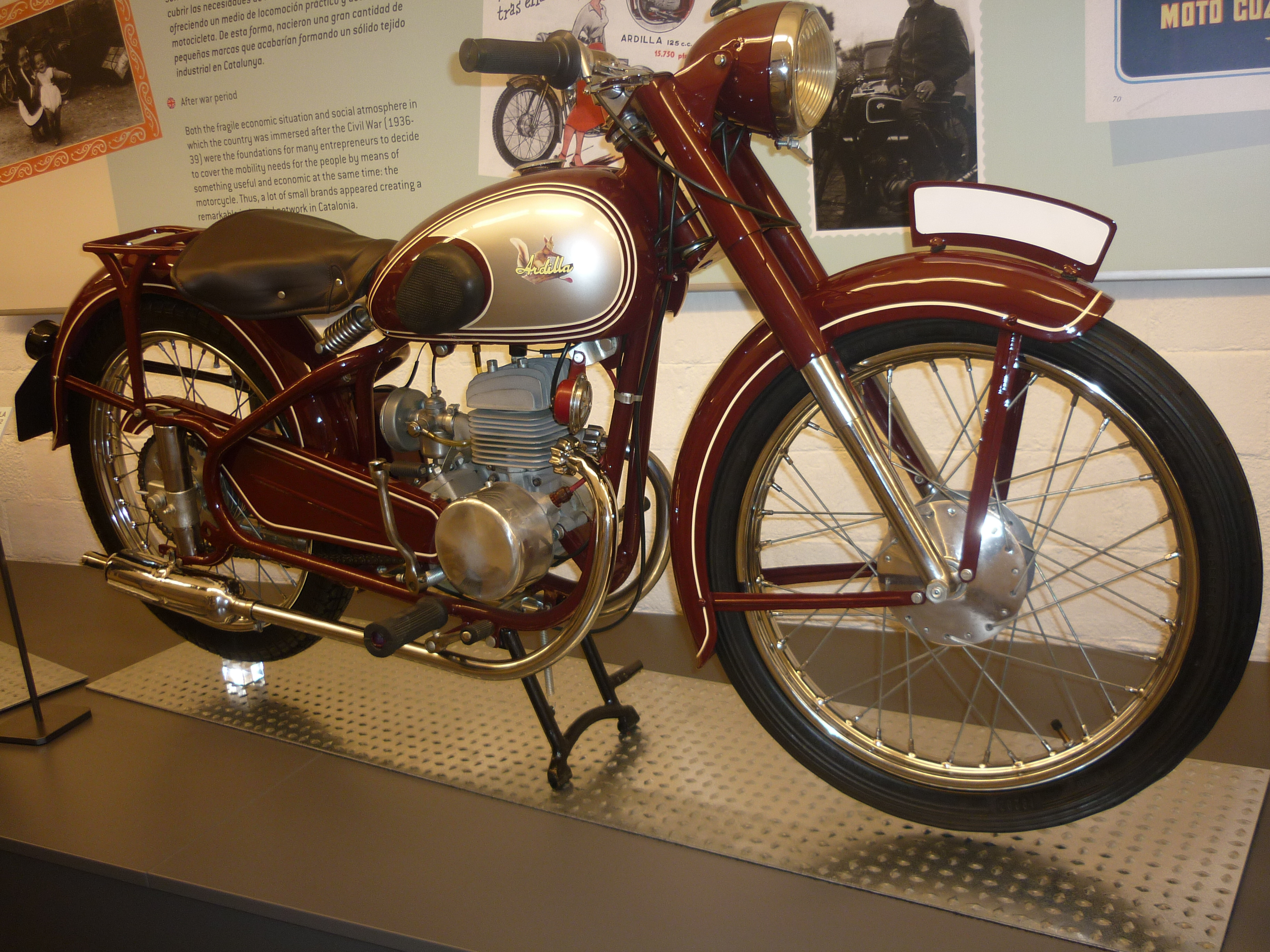
Ardilla Model 52 de 125cc (1952)

Les característiques de l'Ardilla, l'únic model que fabricà l'empresa, eren aquestes:
- Motor de 125 cc de dos temps, monocilíndric, refrigerat per aire.
- Potència de 4,5 CV a 4.500 rpm.
- Canvi de tres velocitats.
- Quadre de tubs d'acer.
- Suspensió per forquilla telescòpica davant i cap al darrere (la suspensió posterior era el seient, equipat amb dues molles).
- Consum de 3,5 litres als 100 km.
- Velocitat de 73 km/h.